# Cal Luther
Calvin Charles Luther, detto Cal (Valdosta, 23 ottobre 1927 – Dresden, 8 maggio 2021), è stato un allenatore di pallacanestro statunitense.

## Carriera
Attivo a livello universitario per oltre 35 anni, ha allenato l'Egitto ai Mondiali 1990.